# Дечје позориште Суботица
Почетак рада луткарског позоришта у Суботици је забележен 6. децембра 1934. године у листу „Југословенски дневник”. На репертоару су били претежно луткарски комади, а улазнице су се продавале по цени од три динара.

## Историја
„Настојањем управе Соколског друштва у Суботици је отворено луткарско позориште којим рукује г. Отон Томанић, инжењер који је завршио нарочит луткарски течај у Љубљани. Позориште је смештено у сутерену незавршеног Народног дома. Још прошле године управа је настојала да оствари ову лепу културну тековину, али услед помањкања материјалних средстава, то је било немогуће, иако се за то прилично новаца жртвовало”
Овако је лист „Југословенски дневник” забележио почетак рада луткарског позоришта у Суботици. Први професионални ансамбл је формиран у сезони 1953/54. године. Извођењем прве представе као драмске форме „Дечаци Павлове улице”, луткарско позориште је променило назив у „Dečje pozorište-Gyermekszínház”.
Ова установа изводи представе на српском и мађарском језику, а од 2002. године ова установа, одлуком Скупштине, придодаје и назив Dječje kazalište и тиме постаје једино позориште у држави које ради на три језика.
Позориште годишње изведе пет премијера. Две премијере се изведу на српском језику, две на мађарском и један двојезичан програм. Укупан број годишње одржаних представа се креће око 280.
Већина тих престава се приказује у кући, док се мали број одигра на гостовањима у земљи и иностранству. Дечје позориште Суботица је учествовало на бројним међународним фестивалима за децу. Гостовали су у Софији, Букурешту, Берлину, Стокхолму, Малмеу, Мексоко Ситију.
Од разних признања се издвајају: „Вукова награда” КПЗ Србије, награда „Др. Ференц Бодрогвари”, „Октобарска награда” Суботице, „Искра културе” КПЗ Војводине.